# Témédja
Témédja est un village situé dans la région des Plateaux au Togo, à environ 20 km au sud-ouest d'Atakpamé et à 210 km de Lomé, la capitale du pays. Le village se trouve à une altitude d'environ 228 mètres au-dessus du niveau de la mer et compte une population estimée à 20 870 habitants.

## Géographie
Témédja est entouré de paysages naturels typiques de la région des Plateaux, avec des collines verdoyantes et des formations rocheuses. Le climat y est généralement tropical, avec une saison des pluies et une saison sèche.

## Histoire
Les informations historiques spécifiques sur Témédja sont limitées. Comme de nombreux villages togolais, Témédja a probablement une histoire riche en traditions et en cultures locales.

## Économie
L'économie de Témédja est principalement basée sur l'agriculture, avec la culture de produits tels que le maïs, le manioc et les ignames. L'élevage et le commerce local jouent également un rôle important dans la vie économique du village.

## Infrastructures
Témédja abrite le 3ᵉ Régiment d'Infanterie des Forces Armées Togolaises, ainsi que l'École Nationale des Sous-Officiers (ENSO-T), qui forme les sous-officiers de l'armée Togolaise.

## Culture et tourisme
Le village est connu pour son hospitalité et ses traditions culturelles. Les visiteurs peuvent découvrir les coutumes locales, les danses traditionnelles et les festivals qui ont lieu tout au long de l'année.